# Hubbard (Oregon)
Hubbard az Amerikai Egyesült Államok északnyugati részén, Oregon állam Marion megyéjében elhelyezkedő város, a salemi statisztikai körzet része. A 2020. évi népszámlálási adatok alapján 3426 lakosa van.
A település névadója Charles Hubbard telepes. A vasútállomás 1870-ben nyílt meg.
A Lenhardt repülőtér a várostól öt kilométerre keletre fekszik.

## Népesség
A 2010-es népszámláláskor a városnak 3173 lakója, 958 háztartása és 756 családja volt. A népsűrűség 1715,1 fő/km2. A lakóegységek száma 1002, sűrűségük 541,6 db/km2. A lakosok 73,3%-a fehér, 0,5%-a afroamerikai, 2,3%-a indián, 0,9%-a ázsiai, 0,1%-a a Csendes-óceáni szigetekről származik, 19,4%-a egyéb, 3,4%-a pedig kettő vagy több etnikumú. A spanyol vagy latino származásúak aránya 36,3% (   )
A háztartások 49,9%-ában élt 18 évnél fiatalabb. 60,9% házas, 13% egyedülálló nő, 5% egyedülálló férfi, 21,1% pedig nem család. 15% egyedül élt; 4,7%-uk 65 éves vagy idősebb. Egy háztartásban átlagosan 3,31 személy élt; a családok átlagmérete 3,71 fő.
A medián életkor 30,1 év volt. A város lakóinak 33,7%-a 18 évesnél fiatalabb, 9% 18 és 24 év közötti, 30,6%-uk 25 és 44 év közötti, 20,1%-uk 45 és 64 év közötti, 6,6%-uk pedig 65 éves vagy idősebb. A lakosok 50,3%-a férfi, 49,7%-a pedig nő.

## Nevezetes személyek
- Bill Bevens, baseballjátékos[8]
- Marion Eugene Carl, tesztpilóta[9]
- Sally Hughes-Schrader, zoológus[10]
- Tucker Knight, birkózó[11]

## Fordítás
- Ez a szócikk részben vagy egészben  a   Hubbard, Oregon című angol Wikipédia-szócikk ezen változatának fordításán alapul.  Az eredeti cikk szerkesztőit annak laptörténete sorolja fel. Ez a jelzés csupán a megfogalmazás eredetét és a szerzői jogokat jelzi, nem szolgál a cikkben szereplő információk forrásmegjelöléseként.